# هنري إف. وارنر
هنري إف. وارنر (بالإنجليزية: Henry F. Warner) هو جندي أمريكي، ولد في 23 أغسطس 1923 في تروي في الولايات المتحدة، وتوفي في 21 ديسمبر 1944 في Bütgenbach ‏ في بلجيكا بسبب إصابة بعيار ناري.